# Nędzerzew (województwo łódzkie)
Nędzerzew – wieś w Polsce położona w województwie łódzkim, w powiecie łęczyckim, w gminie Witonia.
Wieś szlachecka Nędzerzewo położona była w drugiej połowie XVI wieku w powiecie łęczyckim województwa łęczyckiego. W latach 1975–1998 miejscowość administracyjnie należała do województwa płockiego.